# Сегенеїті (район)
Сегенеїті — район зоби (провінції) Дебуб, що в Еритреї. Столиця — місто Сегенеїті. У 2005 році частину території було включено до новоствореного району Маї-Аїні.